# Matt Bailey
Matt Bailey, född 5 april 1991 i Oakbank, Manitoba, är en kanadensisk professionell ishockeyspelare som spelar för Mora IK i SHL.
Bailey spelade för Alaska Anchorage Seawolves i NCAA mellan 2010 och 2014. Under hans sista säsong var Bailey lagkapten och togs ut till All-WCHA All star-lag. Den 26 mars 2014 kontrakterade Anaheim Ducks i National Hockey League (NHL) Bailey på ett tvåårigt kontrakt på ingångsnivå och den 28 mars 2014 gjorde han sin professionella debut med Norfolk Admirals i American Hockey League (AHL).
Vid slutet av sitt kontrakt, valde Ducks den 27 juni 2016 att inte lämna något erbjudande för att behålla Baileys rättigheter. Som free agent tecknade Bailey den 6 september 2016 ett ettårigt AHL-avtal med Stockton Heat, Calgary Flames AHL-lag. Säsongen 2016-17 tillbringade Bailey mellan Flames AHL- och ECHL-lag innan han valde att skriva sitt första kontrakt utomlands, detta med Mora IK den 10 februari 2017 inför deras stundande slutspel.

## Spelarstatistik
| 2007–08    | Neepawa Natives        | MJHL       | 56  | 13 | 15 | 28 | 63 | —  | — | — | — | —  |
| 2008–09    | Tri-City Storm         | USHL       | 58  | 10 | 14 | 24 | 49 | —  | — | — | — | —  |
| 2009–10    | Sioux Falls Stampede   | USHL       | 59  | 14 | 33 | 47 | 69 | 3  | 2 | 0 | 2 | 2  |
| 2010–11    | U. of Alaska-Anchorage | WCHA       | 30  | 10 | 10 | 20 | 23 | —  | — | — | — | —  |
| 2011–12    | U. of Alaska Anchorage | WCHA       | 34  | 10 | 7  | 17 | 30 | —  | — | — | — | —  |
| 2012–13    | U. of Alaska Anchorage | WCHA       | 36  | 7  | 12 | 19 | 65 | —  | — | — | — | —  |
| 2013–14    | U. of Alaska Anchorage | WCHA       | 38  | 20 | 18 | 38 | 49 | —  | — | — | — | —  |
| 2013–14    | Norfolk Admirals       | AHL        | 11  | 2  | 1  | 3  | 8  | 10 | 0 | 2 | 2 | 10 |
| 2014–15    | Norfolk Admirals       | AHL        | 56  | 6  | 4  | 10 | 31 | —  | — | — | — | —  |
| 2015–16    | San Diego Gulls        | AHL        | 51  | 6  | 13 | 19 | 34 | 8  | 1 | 2 | 3 | 8  |
| 2016–17    | Stockton Heat          | AHL        | 17  | 2  | 5  | 7  | 22 | —  | — | — | — | —  |
| 2016–17    | Adirondack Thunder     | ECHL       | 6   | 3  | 6  | 9  | 4  | —  | — | — | — | —  |
| 2016–17    | Mora IK                | HA         | 7   | 3  | 3  | 6  | 8  | 9  | 7 | 2 | 9 | 14 |
| AHL totalt | AHL totalt             | AHL totalt | 135 | 16 | 23 | 39 | 95 | 18 | 1 | 4 | 5 | 18 |